# Oreogrammitis raiateensis
Oreogrammitis raiateensis är en stensöteväxtart som först beskrevs av John William Moore, och fick sitt nu gällande namn av Barbara S. Parris. Oreogrammitis raiateensis ingår i släktet Oreogrammitis och familjen Polypodiaceae. Inga underarter finns listade.